# Edward Tufte
Pour les articles homonymes, voir Tufte.
Edward Rolf Tufte, né en 1942 (Kansas City, Missouri, États-Unis) est un professeur de statistiques, d'informatique, de design de l'information et d'économie politique à l'Université Yale. Il a été décrit par le New York Times comme le « Léonard de Vinci des données ».

## Biographie
En 1975, le doyen de la Woodrow Wilson School de l'université de Princeton demande à Edward Tufte d'assurer un cours de statistiques pour des journalistes venus se former à l'économie à l'université. C'est à ce moment que Tufte commence à réfléchir aux représentations graphiques les plus pertinentes et qu'il commence la rédaction de ce qui est devenu par la suite The Visual Display of Quantitative Information, paru en 1983. Il a l'occasion d'approfondir sa réflexion quand John Tukey lui propose d'organiser un séminaire de travail sur cette question. Il publie la première version du livre lui-même en 1983.

## The Visual Display of Quantitative Information
Cet ouvrage comporte deux parties, Graphical Practice et Theory of Data Graphics.

### Graphical Practice
Cette partie présente des exemples de visualisation de données. Elle est organisée en trois chapitres, Graphical Excellence, Graphical integrity et Sources of Graphical Integrity and Sophistication.
Graphical Excellence donne, entre autres, en exemple d'excellence des représentations cartographiques de prévalence des cancers aux Etats-Unis, plusieurs cartes de Charles Joseph Minard et un graphique des horaires de trains par E.J. Marey.
Le message principal de Graphical integrity est que les graphiques ne devraient pas mentir. Ce chapitre introduit la notion de Lie Factor égal au quotient de la taille d'un effet décrit par le graphique par sa taille dans les données.
Sources of Graphical Integrity and Sophistication présente les publications comportant le plus de graphiques multivariés hors séries temporelles ou cartes.

### Theory of Data Graphics
Cette partie contient six chapitres.
Data-Ink and Graphical Redesign développe le concept de Data-ink, la partie du graphique représentant des variations et qu'on ne peut pas effacer et le Data-ink ratio, le rapport entre le Data-ink et le total de l'encre imprimé du graphique. Ce rapport doit être maximisé.
Chartjunk: Vibrations, Grids, and Ducks décrit les graphiques générant des effets d'optique involontaires, comportant des rayures ou des grilles, ou dont la dimension décorative prend trop d'importance.
Data-Ink Maximization and Graphical Design présente des solutions pour optimiser le ratio.
Multifunctioning Graphical Elements développe l'idée qu'un élément graphique peut remplir plusieurs fonctions.
Data Density and Small Multiples fait la promotion de la vue en facettes.
Aesthetics and Technique in Data Graphical Design s'intéresse à la représentation de la complexité.